# Istituto tecnico industriale Giovan Battista Bosco Lucarelli
L'istituto tecnico industriale statale "Giovan Battista Bosco Lucarelli" è un istituto tecnico industriale di Benevento.

## Storia
Le origini dell'istituto risalgono allo scorso secolo quando, nella prossimità della basilica della Madonna delle Grazie fu istituita la Scuola Tecnica di "Arte e Mestieri" che ottenne il riconoscimento come Regia Scuola, con R.D. del 14 settembre 1906. Nel 1922 venne intitolata a Giovan Battista Bosco Lucarelli, illustre parlamentare locale, come riconoscimento dell'impegno profuso nel settore scolastico. Con R.D. n° 1073 del 4 luglio 1941 la scuola si trasformò in Regio Istituto Tecnico Industriale per costruttori aeronautici Italo Balbo. L'intitolazione a Lucarelli venne ripristinata nel 1945, al termine del secondo conflitto mondiale.